# مقاطعة 13
مقاطعة 13 (بالإنجليزية: District 13)‏ هو فيلم أكشن فرنسي تم انتاجه في سنة 2004 وهو من إخراج بيير موريل وانتاج لوك بيسون وبطولة ديفيد بيل وسيريل رافاييل وتوني دي أماريو وداني فيريسيمو. قصة الفيلم تتكلم عن حي سكني فقير يسكنه أكثر من مليونين، ينعدم فيه القانون ويصبح تحت سيطرة العصابات ولا تقوم الشرطة بالدخول اليه، فيقوم رجلان من الشرطة بتحدى هذا ويقوم بمحاربة العصابات ألتي تسيطر على الحي.